# Tower Life Building
El Tower Life Building es un rascacielos histórico en el centro de San Antonio, Texas. Con 31 pisos y 123 metros de altura, es el cuarto edificio más alto de la ciudad.

## Descripción e historia
La construcción de la torre comenzó en 1927. El edificio, que se inauguró en 1929, originalmente se llamó Smith-Young Tower y es el componente central de un desarrollo urbanístico llamado Bowen Island Skyscrapers. 
El ladrillo neogótico y la estructura octogonal y la torre de terracota verde Ludowici (completa con gárgolas) fueron diseñados por el estudio de arquitectura local Ayres & Ayres (Atlee & Robert M. Ayres). El edificio también albergó la primera tienda Sears de San Antonio en sus 6 primeros pisos.
En la década de 1940, el edificio pasó a llamarse Transit Tower. En 1953 se añadió a la estructura una torre de transmisión de televisión. En 2010 el edificio sufrió una reforma que eliminó este mástil, que se encontraba obsoleto, a favor del diseño original de la torre, se sustituyó por una bandera de 30 metros de altura.
El nombre actual del edificio se debe a su actual dueño, Tower Life Insurance Company. 
En 1991, el edificio fue incluido en el Registro Nacional de Lugares Históricos.